# Ciwaru (Ciemas)
Ciwaru is een bestuurslaag in het regentschap Sukabumi van de provincie West-Java, Indonesië. Ciwaru telt 8324 inwoners (volkstelling 2010).